# Knastraberget
Knastraberget este o arie protejată (arie specială de conservare — SAC, sit de importanță comunitară — SCI) din Suedia întinsă pe o suprafață de 6,1 ha, integral pe uscat.

## Localizare
Centrul sitului Knastraberget este situat la coordonatele 58°02′38″N 15°51′24″E / 58.044°N 15.8566°E.

## Înființare
Situl Knastraberget a fost declarat sit de importanță comunitară în ianuarie 1998 pentru a proteja 1 specie de animale. Situl a fost protejat și ca arie specială de conservare în ianuarie 2014.

## Biodiversitate
Situată în ecoregiunea boreală, aria protejată conține 1 habitat natural: Păduri caducifoliate bătrâne naturale hemiboreale fino-scandinave (Quercus, Tilia, Acer, Fraxinus sau Ulmus) bogate în specii epifite.
La baza desemnării sitului se află o specie protejată de  nevertebrate: Osmoderma eremita.